# شصت و چهارمین مراسم جایزه گرمی
شصت و چهارمین مراسم سالانه جوایز گرمی در ۳ آوریل ۲۰۲۲ در استیپلز سنتر در لس آنجلس برگزار شد.
این مراسم بهترین ضبط‌ها، آهنگ‌ها و هنرمندان سال را که آثارشان در بازه زمانی ۱ سپتامبر ۲۰۲۰ تا ۳۰ سپتامبر ۲۰۲۱ منتشر شده است را تجلیل می‌کند. نامزدهای این دوره در ۲۳ نوامبر ۲۰۲۱ معرفی شدند.
جان باتیست با ۱۱ نامزدی بیشترین نامزدی را دریافت کرد و پس از آن دوجا کت، هر و جاستین بیبر هر کدام با ۸ نامزدی قرار گرفتند.